# Élections législatives de 1958 dans la Loire
Les élections législatives françaises de 1958 se déroulent les 23 et 30 novembre 1958. Dans le département de la Loire, sept députés sont à élire dans le cadre de sept circonscriptions.

## Élus
| Circonscription | Député élu            | Parti | Parti |
| --------------- | --------------------- | ----- | ----- |
| 1re             | Jean-Louis Chazelle   |       | MRP   |
| 2e              | Lucien Neuwirth       |       | UNR   |
| 3e              | Antoine Pinay         |       | CNIP  |
| 4e              | Eugène Claudius-Petit |       | UDSR  |
| 5e              | Paul Pillet           |       | UDSR  |
| 6e              | Georges Bidault       |       | MRP   |
| 7e              | Michel Jacquet        |       | CNIP  |

## Système électoral
Pour la première fois depuis 1936, les élections législatives ont lieu au scrutin uninominal majoritaire à deux tours dans des circonscriptions uninominales.
Est élu au premier tour le candidat qui réunit la majorité absolue des suffrages exprimés et un nombre de voix au moins égal au quart (25 %) des électeurs inscrits dans la circonscription. Si aucun des candidats ne satisfait ces conditions, un second tour est organisé entre les candidats ayant réuni un nombre de voix au moins égal à 5 % des suffrages exprimés. Au second tour, le candidat arrivé en tête est déclaré élu.
Le seuil de qualification, basé sur un pourcentage relativement faible des suffrages exprimés, tend à faciliter l'accès au second tour de plus de deux candidats. Les candidats en lice au second tour peuvent ainsi fréquemment être trois, un cas de figure appelé « triangulaire ». Lorsque quatre candidats s'affrontent au second tour, on parle de « quadrangulaire ».

## Résultats

### Résultats à l'échelle du département
| Parti          | Parti                                            | Premier tour | Premier tour | Second tour | Second tour | Sièges |
| Parti          | Parti                                            | Voix         | %            | Voix        | %           | Sièges |
| -------------- | ------------------------------------------------ | ------------ | ------------ | ----------- | ----------- | ------ |
|                | Centre national des indépendants et paysans      | 54 039       | 18,39        | 29 436      | 12,27       | 2      |
|                | Union pour la nouvelle République                | 35 065       | 11,93        | 44 838      | 18,70       | 1      |
|                | Modérés                                          | 20 754       | 7,06         | 6 281       | 2,62        | 0      |
|                | Droite parlementaire                             | 109 858      | 37,39        | 80 555      | 33,59       | 3      |
|                |                                                  |              |              |             |             |        |
|                | Parti communiste français                        | 48 741       | 16,59        | 34 596      | 14,43       | 0      |
|                | UDSR                                             | 34 324       | 11,68        | 40 282      | 16,80       | 2      |
|                | Section française de l'Internationale ouvrière   | 27 493       | 9,36         | 10 377      | 4,33        | 0      |
|                | Mouvement républicain populaire                  | 26 877       | 9,15         | 31 451      | 13,12       | 2      |
|                | Parti républicain, radical et radical-socialiste | 26 124       | 8,89         | 31 906      | 13,30       | 0      |
|                | Centre républicain                               | 9 730        | 3,31         | 10 642      | 4,44        | 0      |
|                | Extrême droite                                   | 6 124        | 2,08         | Retrait     | Retrait     | 0      |
|                | Union des forces démocratiques                   | 4 558        | 1,55         |             |             | 0      |
|                |                                                  |              |              |             |             |        |
| Inscrits       | Inscrits                                         | 410 695      | 100,00       | 348 623     | 100,00      | 7      |
| Abstentions    | Abstentions                                      | 109 287      | 26,61        | 102 233     | 29,32       |        |
| Votants        | Votants                                          | 301 408      | 73,39        | 246 390     | 70,68       |        |
| Blancs et nuls | Blancs et nuls                                   | 7 579        | 2,51         | 6 581       | 2,67        |        |
| Exprimés       | Exprimés                                         | 293 829      | 97,49        | 239 809     | 97,33       |        |

### Résultats par circonscription

#### Première circonscription (Saint-Étienne-Nord)
| Candidat       | Candidat                | Parti          | Premier tour | Premier tour | Second tour | Second tour |  |
| Candidat       | Candidat                | Parti          | Voix         | %            | Voix        | %           |  |
| -------------- | ----------------------- | -------------- | ------------ | ------------ | ----------- | ----------- |  |
|                | Michel Durafour         | CR             | 9 730        | 25,32        | 10 642      | 26,74       |  |
|                | Jean-Louis Chazelle élu | MRP            | 9 282        | 24,15        | 13 434      | 33,76       |  |
|                | Michel Soulié           | Radsoc         | 8 061        | 20,98        | 7 629       | 19,17       |  |
|                | Marcel Thibaud          | PCF            | 7 997        | 20,81        | 8 089       | 20,33       |  |
|                | Marcel Boute            | Extrême droite | 3 360        | 8,74         | Retrait     | Retrait     |  |
|                |                         |                |              |              |             |             |  |
| Inscrits       | Inscrits                | Inscrits       | 55 273       | 100,00       | 55 271      | 100,00      |  |
| Abstentions    | Abstentions             | Abstentions    | 16 066       | 29,07        | 14 968      | 27,08       |  |
| Votants        | Votants                 | Votants        | 39 207       | 70,93        | 40 303      | 72,92       |  |
| Blancs et nuls | Blancs et nuls          | Blancs et nuls | 777          | 1,98         | 509         | 1,26        |  |
| Exprimés       | Exprimés                | Exprimés       | 38 430       | 98,02        | 39 794      | 98,74       |  |

#### Deuxième circonscription (Saint-Étienne-Sud)
| Candidat       | Candidat            | Parti          | Premier tour | Premier tour | Second tour | Second tour |  |
| Candidat       | Candidat            | Parti          | Voix         | %            | Voix        | %           |  |
| -------------- | ------------------- | -------------- | ------------ | ------------ | ----------- | ----------- |  |
|                | Lucien Neuwirth élu | UNR            | 16 645       | 36,24        | 32 942      | 76,9        |  |
|                | Jean Violet         | CNIP           | 13 654       | 29,73        | Retrait     | Retrait     |  |
|                | Michel Olagnier     | PCF            | 8 314        | 18,1         | 9 894       | 23,1        |  |
|                | Claudius Volle      | SFIO           | 7 316        | 15,93        | Retrait     | Retrait     |  |
|                |                     |                |              |              |             |             |  |
| Inscrits       | Inscrits            | Inscrits       | 65 401       | 100,00       | 65 398      | 100,00      |  |
| Abstentions    | Abstentions         | Abstentions    | 18 443       | 28,2         | 20 775      | 31,77       |  |
| Votants        | Votants             | Votants        | 46 958       | 71,8         | 44 623      | 68,23       |  |
| Blancs et nuls | Blancs et nuls      | Blancs et nuls | 1 029        | 2,19         | 1 787       | 4           |  |
| Exprimés       | Exprimés            | Exprimés       | 45 929       | 97,81        | 42 836      | 96          |  |

#### Troisième circonscription (Saint-Chamond)
|                | Antoine Pinay élu | CNIP           | 28 281 | 61,66  |  |  |  |
|                | Claude Durand     | SFIO           | 7 512  | 16,38  |  |  |  |
|                | Jean Reymond      | PCF            | 6 815  | 14,86  |  |  |  |
|                | Guy Payre         | UFD            | 3 258  | 7,1    |  |  |  |
|                |                   |                |        |        |  |  |  |
| Inscrits       | Inscrits          | Inscrits       | 62 065 | 100,00 |  |  |  |
| Abstentions    | Abstentions       | Abstentions    | 14 752 | 23,77  |  |  |  |
| Votants        | Votants           | Votants        | 47 313 | 76,23  |  |  |  |
| Blancs et nuls | Blancs et nuls    | Blancs et nuls | 1 447  | 3,06   |  |  |  |
| Exprimés       | Exprimés          | Exprimés       | 45 866 | 96,94  |  |  |  |

#### Quatrième circonscription (Firminy)
| Candidat       | Candidat                  | Parti          | Premier tour | Premier tour | Second tour | Second tour |  |
| Candidat       | Candidat                  | Parti          | Voix         | %            | Voix        | %           |  |
| -------------- | ------------------------- | -------------- | ------------ | ------------ | ----------- | ----------- |  |
|                | Eugène Claudius-Petit élu | UDSR           | 18 782       | 46,38        | 20 857      | 52,96       |  |
|                | Pétrus Faure              | Radsoc         | 12 793       | 31,59        | 10 862      | 27,58       |  |
|                | Théo Vial-Massat          | PCF            | 8 917        | 22,02        | 7 664       | 19,46       |  |
|                |                           |                |              |              |             |             |  |
| Inscrits       | Inscrits                  | Inscrits       | 55 500       | 100,00       | 55 500      | 100,00      |  |
| Abstentions    | Abstentions               | Abstentions    | 13 815       | 24,89        | 15 433      | 27,81       |  |
| Votants        | Votants                   | Votants        | 41 685       | 75,11        | 40 067      | 72,19       |  |
| Blancs et nuls | Blancs et nuls            | Blancs et nuls | 1 193        | 2,86         | 684         | 1,71        |  |
| Exprimés       | Exprimés                  | Exprimés       | 40 492       | 97,14        | 39 383      | 98,29       |  |

#### Cinquième circonscription (Roanne)
| Candidat       | Candidat         | Parti          | Premier tour | Premier tour | Second tour | Second tour |  |
| Candidat       | Candidat         | Parti          | Voix         | %            | Voix        | %           |  |
| -------------- | ---------------- | -------------- | ------------ | ------------ | ----------- | ----------- |  |
|                | Paul Pillet élu  | UDSR           | 15 542       | 37,61        | 19 425      | 48,24       |  |
|                | Maurice Meyer    | UNR            | 8 716        | 21,09        | 11 896      | 29,54       |  |
|                | Jean Diat        | PCF            | 7 747        | 18,74        | 8 949       | 22,22       |  |
|                | Jacques Gougenot | SFIO           | 5 260        | 12,73        | Retrait     | Retrait     |  |
|                | Adrien Scheider  | UFF            | 2 764        | 6,69         | Retrait     | Retrait     |  |
|                | Eugène Cancel    | UFD            | 1 300        | 3,15         |             |             |  |
|                |                  |                |              |              |             |             |  |
| Inscrits       | Inscrits         | Inscrits       | 59 292       | 100,00       | 59 292      | 100,00      |  |
| Abstentions    | Abstentions      | Abstentions    | 17 165       | 28,95        | 18 053      | 30,45       |  |
| Votants        | Votants          | Votants        | 42 127       | 71,05        | 41 239      | 69,55       |  |
| Blancs et nuls | Blancs et nuls   | Blancs et nuls | 798          | 1,89         | 969         | 2,35        |  |
| Exprimés       | Exprimés         | Exprimés       | 41 329       | 98,11        | 40 270      | 97,65       |  |

#### Sixième circonscription (Feurs)
| Candidat       | Candidat            | Parti          | Premier tour | Premier tour | Second tour | Second tour |  |
| Candidat       | Candidat            | Parti          | Voix         | %            | Voix        | %           |  |
| -------------- | ------------------- | -------------- | ------------ | ------------ | ----------- | ----------- |  |
|                | Georges Bidault élu | MRP            | 17 595       | 49,49        | 18 017      | 51,96       |  |
|                | Ennemond Thoral     | SFIO           | 7 405        | 20,83        | 10 377      | 29,93       |  |
|                | Claude Chavanon     | Modérés        | 6 662        | 18,74        | 6 281       | 18,11       |  |
|                | Albert Ressicaud    | PCF            | 3 889        | 10,94        | Retrait     | Retrait     |  |
|                |                     |                |              |              |             |             |  |
| Inscrits       | Inscrits            | Inscrits       | 48 844       | 100,00       | 48 844      | 100,00      |  |
| Abstentions    | Abstentions         | Abstentions    | 12 048       | 24,67        | 13 358      | 27,35       |  |
| Votants        | Votants             | Votants        | 36 796       | 75,33        | 35 486      | 72,65       |  |
| Blancs et nuls | Blancs et nuls      | Blancs et nuls | 1 245        | 3,38         | 811         | 2,29        |  |
| Exprimés       | Exprimés            | Exprimés       | 35 551       | 96,62        | 34 675      | 97,71       |  |

#### Septième circonscription (Montbrison)
| Candidat       | Candidat             | Parti          | Premier tour | Premier tour | Second tour | Second tour |  |
| Candidat       | Candidat             | Parti          | Voix         | %            | Voix        | %           |  |
| -------------- | -------------------- | -------------- | ------------ | ------------ | ----------- | ----------- |  |
|                | Michel Jacquet élu   | CNIP           | 12 104       | 26,18        | 29 436      | 68,69       |  |
|                | Pierre Desgranges    | UNR            | 9 704        | 20,99        | Retrait     | Retrait     |  |
|                | Jean Pupat           | Modérés        | 7 132        | 15,43        | Retrait     | Retrait     |  |
|                | Marius Vicard        | Modérés        | 6 960        | 15,05        | Retrait     | Retrait     |  |
|                | Armand Bazin         | Radsoc         | 5 270        | 11,4         | 13 415      | 31,31       |  |
|                | Christophe Alexandre | PCF            | 5 062        | 10,95        | Retrait     | Retrait     |  |
|                |                      |                |              |              |             |             |  |
| Inscrits       | Inscrits             | Inscrits       | 64 320       | 100,00       | 64 318      | 100,00      |  |
| Abstentions    | Abstentions          | Abstentions    | 16 998       | 26,43        | 19 646      | 30,55       |  |
| Votants        | Votants              | Votants        | 47 322       | 73,57        | 44 672      | 69,45       |  |
| Blancs et nuls | Blancs et nuls       | Blancs et nuls | 1 090        | 2,3          | 1 821       | 4,08        |  |
| Exprimés       | Exprimés             | Exprimés       | 46 232       | 97,7         | 42 851      | 95,92       |  |